# Granada en los Juegos Olímpicos de Tokio 2020
Granada estuvo representada en los Juegos Olímpicos de Tokio 2020 por seis deportistas, cuatro hombres y dos mujeres, que compitieron en dos  deportes.
Los portadores de la bandera en la ceremonia de apertura fueron los nadadores Delron Felix y Kimberly Ince.

## Medallistas
El equipo olímpico granadino obtuvo las siguientes medallas:
| Nombre       | Deporte   | Competición |
| ------------ | --------- | ----------- |
| Oro          |           |             |
| —            |           |             |
| Plata        |           |             |
| —            |           |             |
| Bronce       |           |             |
| Kirani James | Atletismo | 400 m M     |